# 瑟魯萊什蒂鄉 (布澤烏縣)

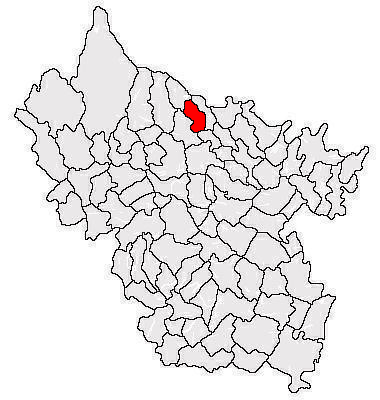
瑟魯萊什蒂鄉

45°30′N 26°45′E / 45.500°N 26.750°E
瑟魯萊什蒂鄉（羅馬尼亞語：Comuna Sărulești, Buzău），是羅馬尼亞的鄉份，位於該國東南部，由布澤烏縣負責管轄，面積34平方公里，海拔高度355米，2007年人口1,448，人口密度每平方公里43人。